# Herr Mannelig

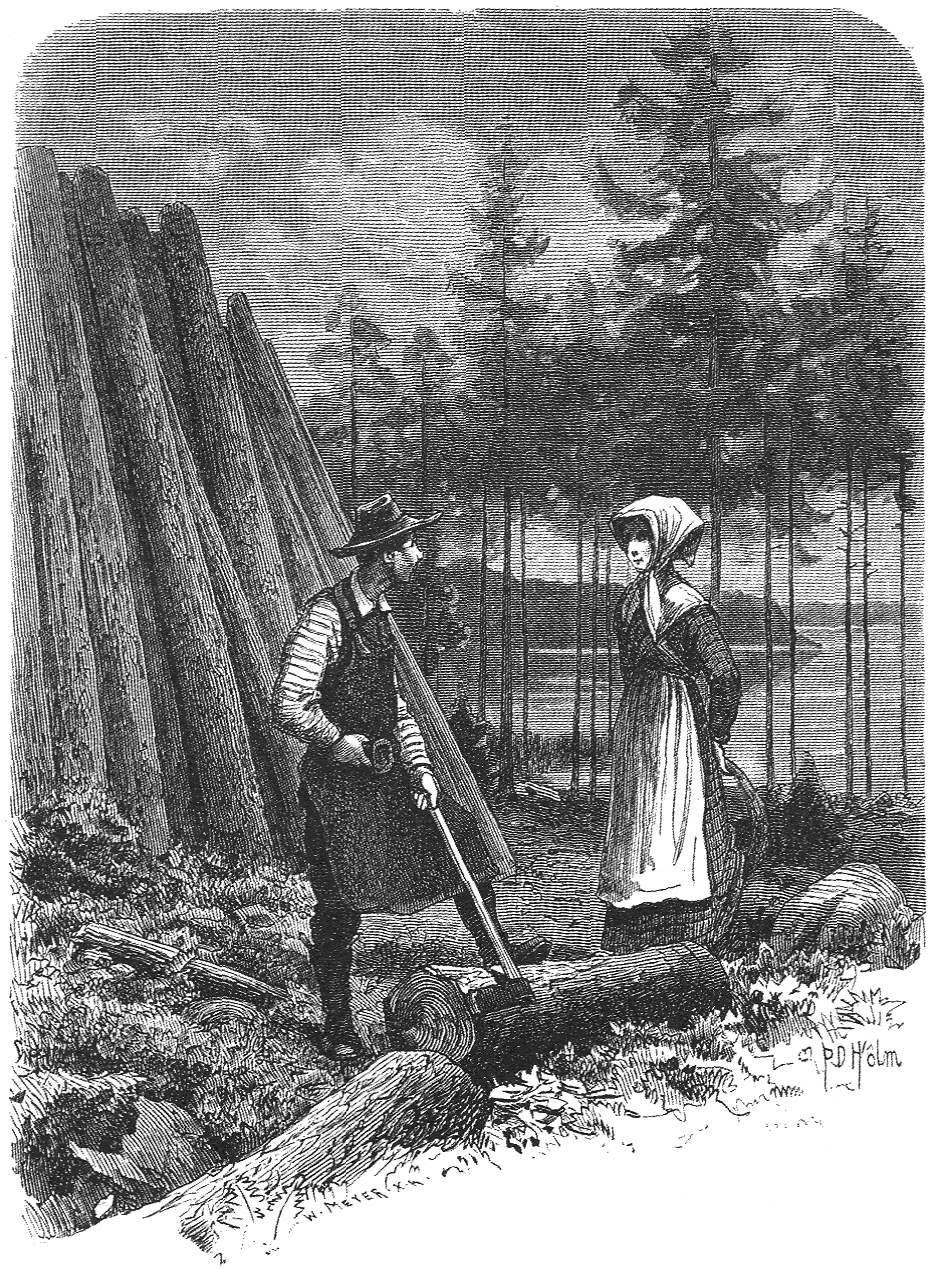
Ilustração do Svenska folksägner (1882) mostrando uma skogsrå (troll fêmea) buscando seduzir um carvoeiro.

Herr Mannelig (também conhecido como Herr Mannerlig, Herr Magnus och havsfrun ou Bergatrollets frieri) é uma balada sueca medieval que conta a história de uma troll da montanha (bergatroll) que propõe se casar com um jovem.

## História
A balada foi publicada pela primeira vez em 1877, como uma canção folclórica da região de Sudermânia, gravada na paróquia de Lunda, em Nicopinga. Uma variante da paróquia de Näshulta, em Eskilstuna, publicada na mesma coleção em 1882, tinha o título O Cortejo da Ninfa da Floresta (em sueco:  Skogsjungfruns frieri), com cinco versos adicionais em que a ninfa oferece um castelo, doze cavalos, um estábulo, doze moinhos, uma espada dourada, uma camisa de seda, um chapéu de damasco vermelho, um casaco azul, e, por fim, um tesouro de ouro e diamantes.
O tema utilizado é classificado pelo folclorista Reidar Thoralf Christiansen no número 5050 de sua taxonomia, "esperança da fada pela salvação cristã", mesmo tema da Pequena Sereia de Hans Christian Andersen, influenciada por sua vez pelo romance Undine, de Friedrich de la Motte Fouqué, por sua vez baseada na teoria de Paracelso que certos espíritos desalmados buscam a espiritualidade imortal casando-se com mortais, de forma que experienciem o sofrimento humano. No folclore alemão, este tema é mais tipicamente expressado por o ser espiritual tentar trazer o mortal à perdição ao invés de buscar a salvação através dele.
A canção se tornou, na versão de 1877, popular nos gêneros neofolk, folk rock e neo-medieval desde sua inclusão no álbum Guds spelemän, de Gamarna, em 1996. Performances ulteriores incluem In Extremo e Haggard, entre outras menos conhecidas.

## Letra
A troll da montanha está tentando convencer o senhor Mannelig (em sueco:  Herr Mannelig) a casar-se com ela. Ela oferece a ele muitos presentes mas ele se recusa a se casar com ela, pois percebe que ela não é cristã, mas uma troll da montanha (uma criatura maligna). Ela se desespera por não conseguir casar-se com o jovem, pois casando-se com ele, ela se livraria de seu tormento (possivelmente a maldição de viver como um troll). Segue a letra na versão de Lunda:
| Sueco 1. Bittida en morgon innan solen upprann Innan foglarna började sjunga Bergatrollet friade till fager ungersven Hon hade en falskeliger tunga (ref.) Herr Mannelig herr Mannelig trolofven i mig För det jag bjuder så gerna I kunnen väl svara endast ja eller nej Om i viljen eller ej: 2. Eder vill jag gifva de gångare tolf Som gå uti rosendelunde Aldrig har det varit någon sadel uppå dem Ej heller betsel uti munnen 3. Eder vill jag gifva de qvarnarna tolf Som stå mellan Tillö och Ternö Stenarna de äro af rödaste gull Och hjulen silfverbeslagna 4. Eder vill jag gifva ett förgyllande svärd Som klingar utaf femton guldringar Och strida huru I strida vill Stridsplatsen skolen i väl vinna 5. Eder vill jag gifva en skjorta så ny Den bästa I lysten att slita Inte är hon sömnad av nål eller trå Men virkat av silket det hvita 6. Sådana gåfvor toge jag väl emot Om du vore en kristelig qvinna Men nu så är du det värsta bergatroll Af Neckens och djävulens stämma 7. Bergatrollet ut på dörren sprang Hon rister och jämrar sig svåra Hade jag fått den fager ungersven Så hade jag mistat min plåga | Português 1. Numa manhã, antes que o sol nascesse, E os pássaros cantassem sua doce canção, A troll da montanha propôs em casamento o justo cavaleiro Ela tinha uma língua má e enganadora. (ref.) "Senhor Mannelig, Senhor Mannelig, não quer casar-se comigo, Por tudo que graciosamente vou te dar? Responda apenas sim ou não, Se você aceitará ou não. 2. "A você darei as doze grandes cavalgaduras Que pastam em uma caverna sombria. Nunca uma sela foi montada em suas costas, Nem uma correia em suas bocas. 3. "A você darei os doze ótimos moinhos Que ficam entre Tillo e Terno. As pedras de moinho são feitas do cobre mais vermelho E as rodas são cobertas de prata. 4. "A você darei a espada dourada Que tilinta quinze tilintares dourados, E lutando com ela como lutar, No campo de batalha você vencerá. 5. "A você darei uma blusa tão nova, A melhor que quererá usar, Ela não é costurada com agulha ou linha, Mas crochetada da seda mais branca." 6. "Presentes como estes eu graciosamente aceitaria Se foste uma mulher cristã, Mas sei que és a pior troll da montanha Filha do Nixe e do diabo." 7. A troll da montanha correu porta afora, Ela lamentou e ela gritou tão alto: "Se eu tivesse conseguido aquele lindo cavaleiro Do meu tormento eu estaria livre agora" |